# Danh sách làng ở Na Uy
Dưới đây là danh sách các làng trong các tỉnh (Fylke) của Na Uy.
| Akershus       | Aust-Agder | Buskerud        | Finnmark         |
| Hedmark        | Hordaland  | Møre og Romsdal | Nordland         |
| Nord-Trøndelag | Oppland    | Rogaland        | Sogn og Fjordane |
| Sør-Trøndelag  | Telemark   | Troms           | Vest-Agder       |
| Vestfold       | Østfold    |                 |                  |